# IC 265
IC 265 је елиптична галаксија у сазвјежђу Персеј која се налази на листи објеката дубоког неба у Индекс каталогу.
Деклинација објекта је + 41° 39' 21" а ректасцензија 2h 54m 43,9s. Привидна величина (магнитуда) објекта IC 265 износи 14,8 а фотографска магнитуда 15,8. IC 265 је још познат и под ознакама MCG 7-7-6, CGCG 540-9, CGCG 539-127, NPM1G +41.0090, PGC 10978.